# John Flanagan (atleta)
John Jesus Flanagan (Kilbreedy, Condado de Limerick, Irlanda , 28 de enero de 1868 - Kilmallock, Condado de Limerick, República de Irlanda, 3 de junio de 1938) fue un atleta de Estados Unidos, irlandés de nacimiento, especialista en lanzamiento de martillo.

## Biografía
John Flanagan emigró a los Estados Unidos en 1896. En estos años ya había establecido el récord del mundo en lanzamiento de martillo. Defendió los colores de los clubes New York Athletic Club y Irish American Athletic Club.
En los Juegos Olímpicos de París 1900, ganó su primera medalla de oro en lanzamiento de martillo, representando su país adoptivo, y fue séptimo en lanzamiento de disco. En St.. Louis 1904 repitió la medalla de oro en martillo (récord del mundo con 168 pies, una pulgada) y además ganó la de plata en lanzamiento de peso de 56 libras. Finalmente, en Londres 1908, ganó su tercer oro en martillo, estableciendo un nuevo récord del mundo con 170 pies, 4,5 pulgadas. John Flanagan también compitió en tira y afloja. El 24 de julio de 1909, Flanagan estableció su último récord del mundo con 56,18 metros.
Flanagan volvió a Kilmallock, Condado de Limerick, República de Irlanda donde murió el 3 de junio de 1938.